# Sebastião Salgado

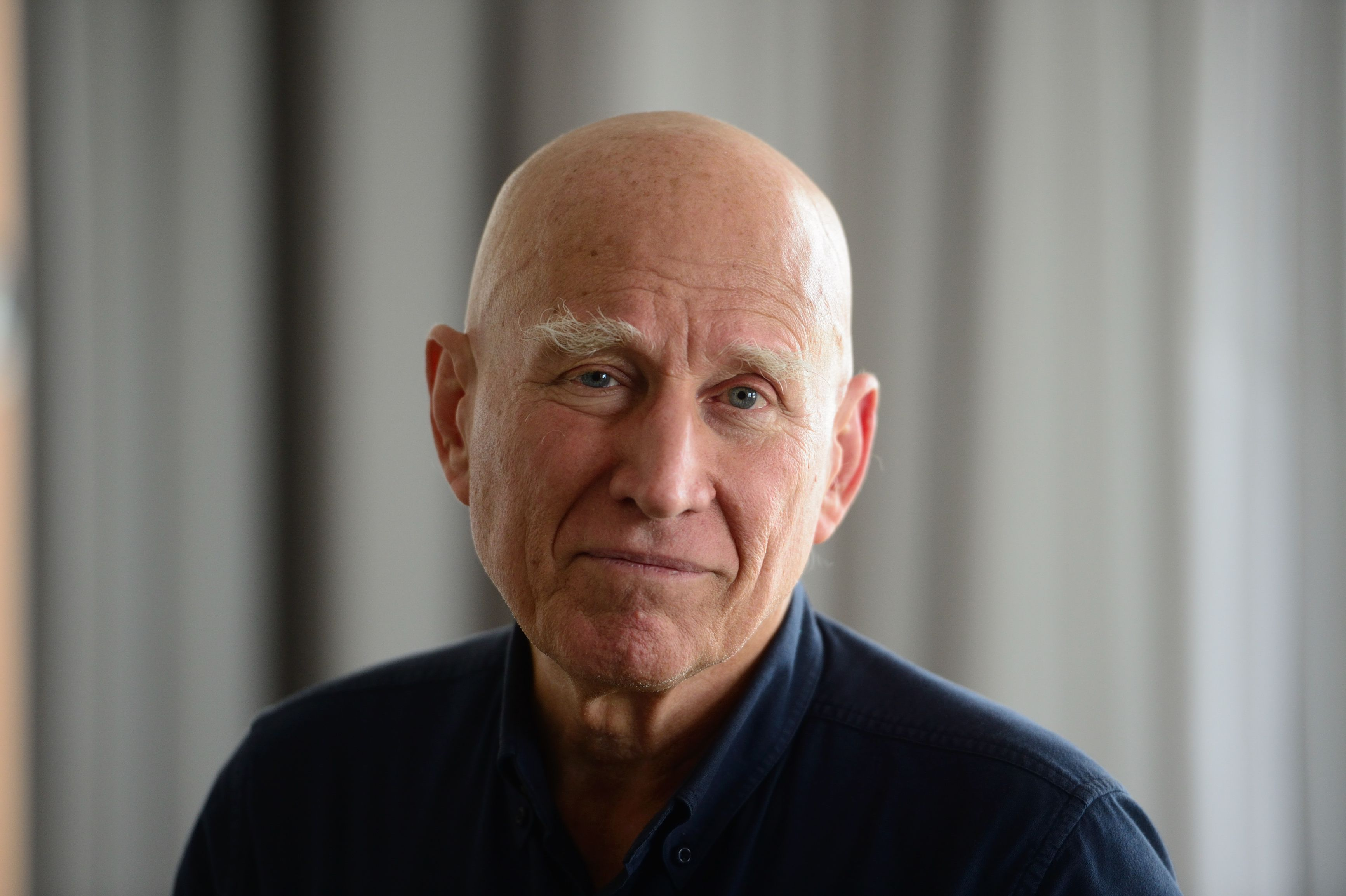
Sebastião Salgado (2016)

Sebastião Ribeiro Salgado Júnior (* 8. Februar 1944 in Aimorés, Bundesstaat Minas Gerais, Brasilien; † 23. Mai 2025 in Paris) war ein brasilianischer Fotograf, Fotoreporter und Umweltaktivist. Salgado gehörte zu den sozial engagierten Fotografen in der Tradition der sozialdokumentarischen Fotografie. 2019 wurde er mit dem Friedenspreis des Deutschen Buchhandels ausgezeichnet und war damit erst der zweite Bildkünstler, der diese renommierte Auszeichnung erhielt.

## Leben
Salgado wuchs auf der Fazenda seiner Eltern auf. 1963 ging er zur Universität von São Paulo und studierte Wirtschaftswissenschaft bis 1967 (M.A.). Im selben Jahr heiratete er die Pianistin Lélia Deluiz Wanick. Sie engagierten sich in der linken Bewegung gegen die Militärdiktatur und waren mit Bekannten des Studentenführers und Revolutionärs Carlos Marighella befreundet. Nach ihrer Emigration im August 1969 nach Paris strebte er eine wirtschaftswissenschaftliche Dissertation an, während seine Frau an der Pariser Kunsthochschule ein Architekturstudium aufnahm.
Seit 1971 arbeitete Salgado als Verwaltungsangestellter für die Internationale Kaffeeorganisation (ICO) in London. Auf seinen Arbeitsreisen nach Afrika, häufig gemeinsam im Auftrag der Weltbank, machte er seine ersten Foto-Aufnahmen mit der Leica seiner Frau. Das Fotografieren begeisterte ihn so sehr, dass er sich 1973 als Fotojournalist selbständig machte und wieder zurück nach Paris zog.
Ab 1974 arbeitete er für die Foto-Agentur Sygma. Einige Monate lang bereiste er Portugal, Angola und Mosambik. Dann wechselte er 1975 zur Foto-Agentur Gamma und arbeitete an vielen Fotoreportagen meist über Afrika, Europa und Lateinamerika.
Salgado wurde 1979 in die angesehene Agentur Magnum Photos aufgenommen. Zufällig war er anwesend, als John Hinckley, Jr. am 30. März 1981 ein Attentat auf den US-Präsidenten Ronald Reagan verübte. Salgados Fotos von dem Anschlag brachten ihm Geld für seine Projekte.
Salgado dokumentierte in selbst ausgewählten weltweiten Langzeitprojekten über Jahre hinweg mittels Schwarzweißfotografien das Leben der Menschen vor allem am unteren Ende der Gesellschaft, insbesondere auch solchen aus der sogenannten Dritten Welt. Nach Jahren entstanden so umfangreiche Bildbände und beeindruckende Wanderausstellungen. Beispielsweise erarbeitete Salgado in den 1980er Jahren für die Hilfsorganisation Ärzte ohne Grenzen zwei Fotobände und porträtierte dabei die hungernde Bevölkerung in der Sahel-Zone.

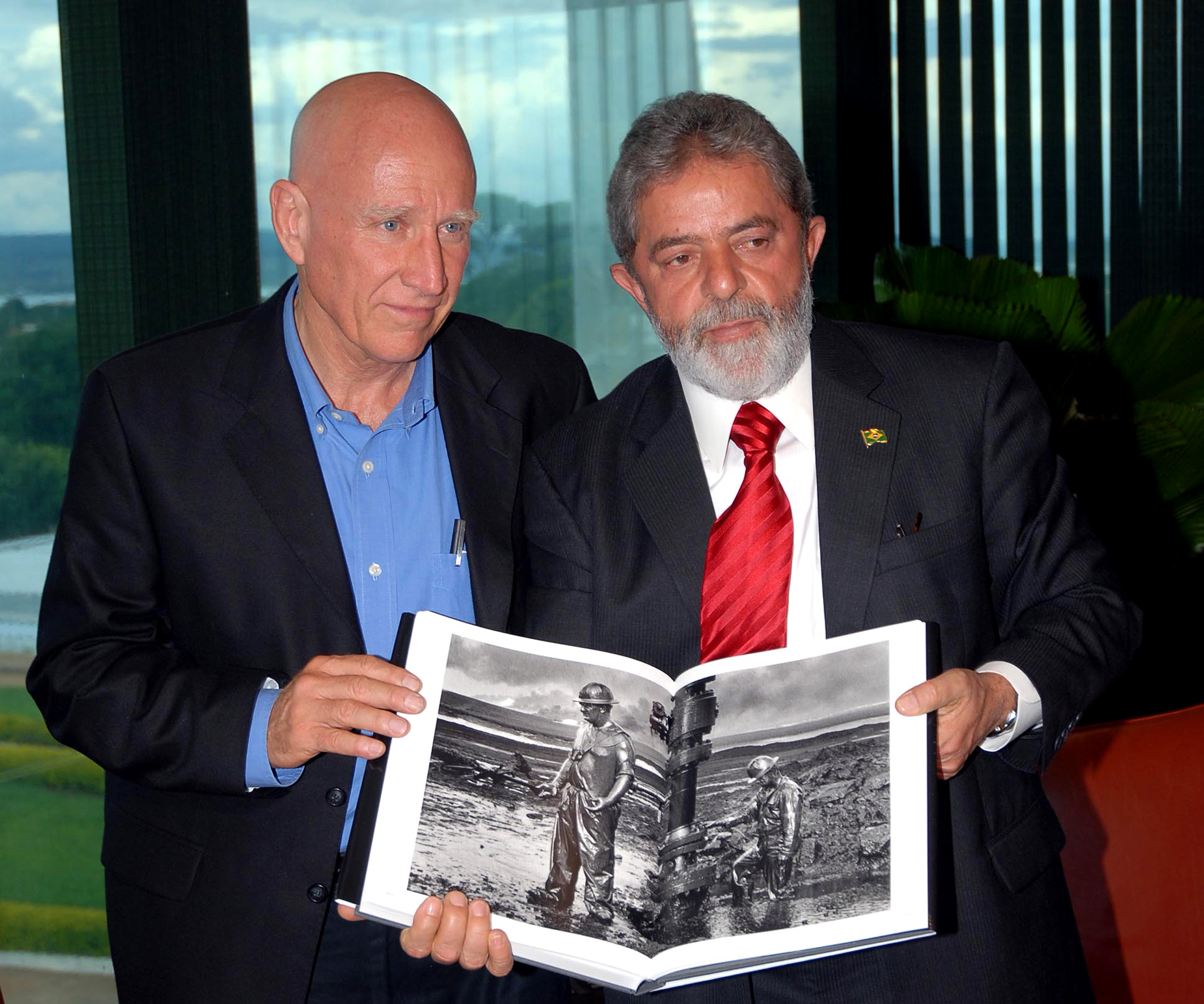
Sebastião Salgado (links) überreicht dem brasilianischen Präsidenten Lula da Silva einen Bildband (2006).

Berühmt geworden ist seine Fotoreportage von 1986 über freiwillig hart arbeitende Goldschürfer in der brasilianischen Goldmine Serra Pelada, deren Arbeitsbedingungen mittelalterlich anmuten. Für das New York Times Magazine fotografierte er im April 1991 die in Kuwait im zweiten Golfkrieg von Saddam Husseins Truppen in Brand gesetzten Ölquellen und die darauffolgenden Löscharbeiten. Für diese Arbeiten erhielt Salgado später den Oskar Barnack Award der World Press Photo Foundation. 1992 wurde Salgado in die American Academy of Arts and Sciences gewählt. 1994 verließ er Magnum Photos und vermarktete anschließend seine Fotos durch seine Agentur Amazonas Images. Er fotografierte zunächst meist mit Leica-Kameras, stieg jedoch später auf Canon-Kameras um.
Von 2004 bis 2013 arbeitete Salgado am Projekt Genesis, bei dem er noch unberührte Landschaften und ihre Flora und Fauna dokumentierte. Nach neunjähriger Arbeit an diesem Projekt zeigte das Natural History Museum in London 2013 eine Auswahl von 250 Aufnahmen und veröffentlichte dazu einen großformatigen Bildband, der von seiner Frau konzipiert worden war.
Am 13. April 2016 wurde Salgado als Nachfolger von Lucien Clergue in die Académie des Beaux-Arts gewählt. 2019 wurde er als auswärtiges Ehrenmitglied in die American Academy of Arts and Letters gewählt.
Mit seiner Frau Lélia Deluiz Wanick hat er zwei Kinder, Juliano (* 1974) und Rodrigo (* 1981), der mit dem Down-Syndrom geboren wurde. Seine Frau gab fast alle seine Bücher heraus und konzipierte einen Großteil der Ausstellungen. Sie lebten in Paris.
Am 23. Mai 2025 starb Sebastião Salgado im Alter von 81 Jahren in Paris an den Folgen einer Leukämie, nach Aussage seiner Familie ausgelöst durch eine Malariaerkrankung, die er sich 2010 während seiner Aufnahmen für sein Genesis-Projekt zuzog.

## Soziales und ökologisches Engagement
Salgado setzte sich gegen Abholzung ein. Er ließ in Brasilien auf der Bulcão Farm seiner Familie zweieinhalb Millionen Regenwaldbäume pflanzen, wodurch sich lokales Klima und Wasserhaushalt von der vorhergegangenen Versteppung wieder erholten. Das Gelände schenkte er dem brasilianischen Staat als Nationalpark. Salgado und seine Frau haben das Instituto Terra gegründet, das sich der Wiederaufforstung von gerodeten Wäldern sowie dem Naturschutz verpflichtet hat. Salgado unterstützte auch die Kampagne der Menschenrechtsorganisation Survival International zum Schutz des indigenen Volks der Awá in Brasilien, die durch illegale Abholzung auf ihrem Gebiet bedroht sind.
Für seine Kooperation mit dem brasilianischen Bergbauunternehmen Vale als Sponsor seiner Genesis-Wanderausstellung wurde er international kritisiert. Salgado verteidigte das Sponsoring 2015 und erläuterte gegenüber Época in Bezug auf den Dammbruch von Bento Rodrigues: „Wir brauchen diese Unternehmen [wie Vale] in der Gesellschaft, in der wir leben. Ich bin mir ziemlich sicher, dass mein Auto aus Erz hergestellt wurde, das aus diesem Tal [am Rio Doce] kam.“ 2019 sagte Salgado im Rahmen seiner Ausstellung im Fotografiska, dass er seit dem letzten Sponsoring keine weitere Beziehung mehr zu Vale unterhalte. Ebenso kritisierte die taz seine Zusammenarbeit mit Illy als „nur eine als Kunst getarnte PR“ für den Espresso-Hersteller.

## Ausstellungen (Auswahl)
- Sebastião Salgado: Genesis. Natural History Museum, Waterhouse Gallery, London, 11. April – 8. September 2013.[19]
- Sebastião Salgado – Genesis. C/O Berlin, Berlin, 18. April – 16. August 2015.[38][39]

## Preise (Auswahl)
- 1982: W.-Eugene-Smith-Preis
- 1985: Oskar Barnack Award
- 1985: Dr.-Erich-Salomon-Preis der Deutschen Gesellschaft für Photographie DGPh
- 1989: Hasselblad Foundation Award
- 1992: Oskar Barnack Award
- 1998: Prinzessin-von-Asturien-Preis
- 2019: Friedenspreis des Deutschen Buchhandels[40]
- 2021: Praemium Imperiale

## Werke
- Arbeiter. Zur Archäologie des Industriezeitalters. Bildband. Aus dem Amerikanischen von Waltraud Götting, Verlag Zweitausendeins, Frankfurt am Main 1993, ISBN 978-3-86150-027-8.
- Die Würde des Menschen. 100 Fotos für die Pressefreiheit, Reporter ohne Grenzen, Berlin 1998, ISBN 3-9803729-1-X.
- Migranten. Verlag Zweitausendeins, Frankfurt am Main 2000, Bildband.
- Kinder der Migration. Verlag Zweitausendeins, Frankfurt am Main 2000, Bildband.
- Sebastião Salgado, Constantin von Barloewen: Das Gedächtnis der Welt. Gespräch. In: Lettre International, Ausgabe 50, Herbst 2000, S. 46–50.
- The End of Polio. Dokumentation der UNICEF-Kampagne zur Bekämpfung der Kinderlähmung.
- Photo Pocket. Edition Braus im Wachter Verlag, 2006, ISBN 978-3-89904-238-2.
- Afrika. Taschen Verlag, Köln 2007, ISBN 978-3-8228-5621-5, Bildband.
- Genesis. Trade Edition. Taschen Verlag, Köln 2013, ISBN 978-3-8365-4259-3, Bildband.
- Duft der Träume – Reise in die Welt des Kaffees. Knesebeck, München 2015, ISBN 978-3-86873-884-1.
- Sebastião Salgado. Kuwait. Eine Wüste in Flammen. Taschen, 2016, ISBN 978-3-8365-6125-9.
- Children. Taschen, 2016, ISBN 978-3-8365-6136-5
- Mit Isabelle Francq: Mein Land, unsere Erde. Nagel & Kimche, München 2019, ISBN 978-3-312-01152-0, (Autobiografie).
  - Französische Originalausgabe: De ma terre à la Terre. Presses De La Renaissance, Paris 2013.
- Amazônia. Bildband. Verlag Taschen, Köln 2021, ISBN 978-3-8365-8511-8.

## Filme
- Der Fotograf Sebastião Salgado wird zum Schöpfer von Genesis. Fernseh-Reportage, Deutschland, 2006, 13:30 Min., Buch und Regie: Joachim Haupt, Produktion: arte, Reihe: Metropolis, Erstsendung: 8. April 2006 bei arte, Inhaltsangabe von arte, (Memento vom 1. November 2014 im Internet Archive).
- Das Salz der Erde. Dokumentarfilm, Deutschland, Brasilien, 2014, 110 Min., Buch und Regie: Wim Wenders, Juliano Ribeiro Salgado.
 Der deutsche Filmregisseur und Fotograf Wim Wenders drehte 2014 gemeinsam mit Salgados Sohn Juliano Ribeiro Salgado einen Dokumentarfilm zu Salgados Werk. Das Porträt wurde bei den Internationalen Filmfestspielen von Cannes 2014 in der Sektion Un Certain Regard mit dem Spezialpreis ausgezeichnet.